# Preta (entidade)
Preta (em sânscrito:  प्रेत, em tibetano:  ཡི་དྭགས་ yi dags), também conhecido como fantasma faminto, é o nome sânscrito para um tipo de ser sobrenatural descrito no hinduísmo, budismo, taoísmo e na religião popular chinesa e vietnamita como alguém sofrendo mais que os humanos, particularmente um nível extremo de fome e sede.  Eles têm suas origens nas religiões indianas e foram adotados pelas religiões do leste asiático através da disseminação do budismo. Preta é frequentemente traduzido como " fantasma faminto" ou "espírito ávido" da adaptação chinesa.  Nas primeiras fontes, como o Petavatthu, eles são muito mais variados. As descrições abaixo aplicam-se principalmente neste contexto mais restrito.

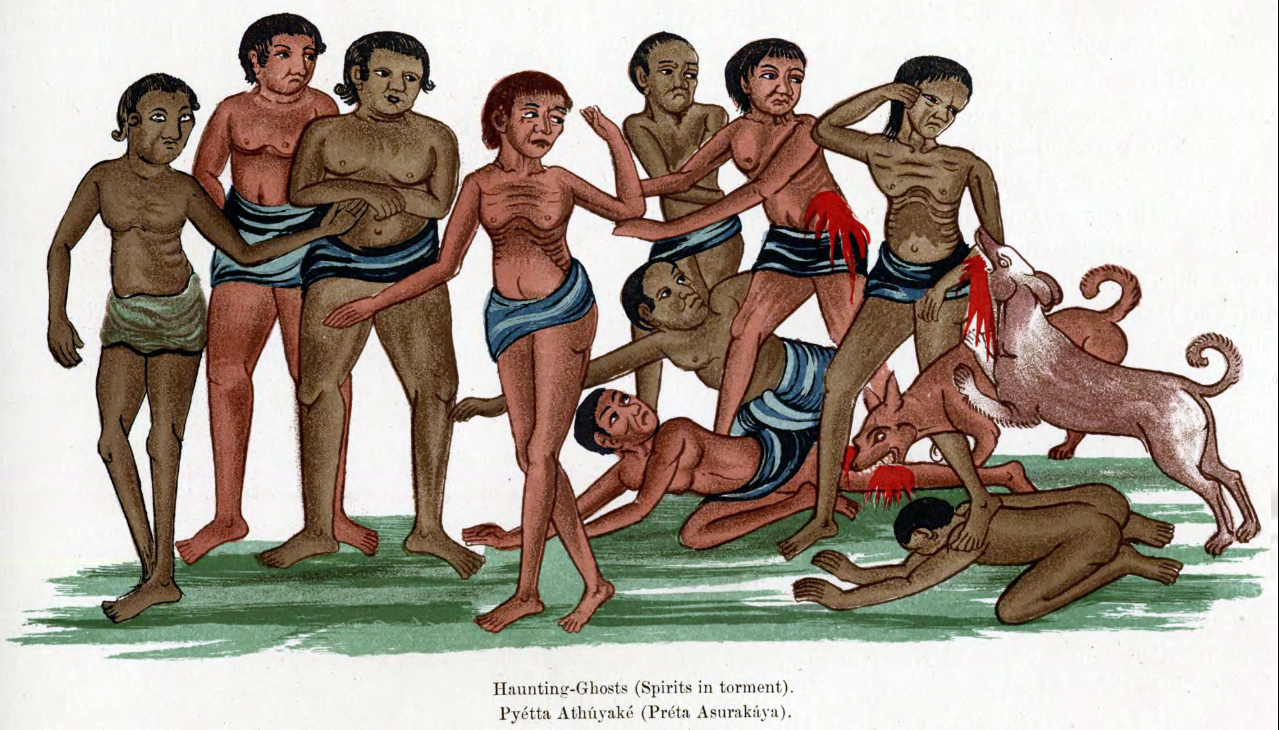
Uma representação birmanesa dos preta (pyetta)

Acredita-se que os pretas tenham sido pessoas falsas, corruptas, compulsivas, enganosas, invejosas ou gananciosas em uma vida anterior. Como resultado de seu carma, eles são afligidos por uma fome insaciável por uma determinada substância ou objeto.  Tradicionalmente, é algo repugnante ou humilhante, como cadáveres ou fezes, embora, em histórias mais recentes, possa ser qualquer coisa, por mais bizarra que seja.
Através da crença e influência do hinduísmo e do budismo em grande parte da Ásia, o preta figura com destaque nas culturas da Índia, Sri Lanka, China, Japão, Coreia, Vietnã, Tibete, Tailândia, Camboja, Laos e Mianmar.

## Nomes
O termo sânscrito preta significa "falecido, morto, uma pessoa morta", de pra-ita , literalmente "saiu, partiu". Em sânscrito clássico, o termo refere-se ao espírito de qualquer pessoa morta, mas especialmente antes que os ritos obsequiais sejam realizados, mas também mais estreitamente a um fantasma ou a um ser maligno.  O termo sânscrito foi usado no budismo para descrever um dos seis possíveis estados de renascimento.  O termo chinês egui (餓鬼), literalmente "espírito faminto", não é, portanto, uma tradução literal do termo sânscrito.

## Descrição
Pretas são invisíveis ao olho humano, mas alguns acreditam que podem ser discernidos pelos humanos em certos estados mentais.  Eles são descritos como semelhantes aos humanos, mas com pele mumificada afundada, membros estreitos, barrigas enormemente distendidas e pescoços longos e finos.  Essa aparência é uma metáfora para sua situação mental: eles têm enormes apetites, representados por suas barrigas gigantescas, mas uma capacidade muito limitada de satisfazer esses apetites, simbolizada por seus pescoços esguios.
Os pretas são frequentemente retratados na arte japonesa (particularmente a partir do período Heian) como seres humanos emaciados com estômagos salientes e bocas e gargantas desumanamente pequenas. Eles são frequentemente representados lambendo água derramada em templos ou acompanhados por demônios representando sua agonia pessoal. Caso contrário, eles podem ser mostrados como bolas de fumaça ou fogo.
Os pretas habitam lugares ermos e desérticos da terra e variam de acordo com o seu karma passado.  Alguns deles podem comer um pouco, mas acham muito difícil encontrar comida ou bebida.  Outros podem encontrar comida e bebida, mas acham muito difícil de engolir.  Outros descobrem que o alimento que comem parece explodir em chamas quando a engolem.  Outros veem algo comestível ou bebível e o desejam, mas ele apodrece ou seca diante de seus olhos.  Como resultado, eles estão sempre com fome.
Além da fome, os pretas sofrem de calor e frio excessivos; eles acham que até a lua os queima no verão, enquanto o sol os congela no inverno.
Os sofrimentos dos pretas muitas vezes se assemelham aos dos habitantes do inferno , e os dois tipos de seres são facilmente confundidos.  A distinção mais simples é que os seres no inferno estão confinados ao seu mundo subterrâneo, enquanto os pretas estão livres para se movimentar.

## Relações entre pretas e humanos

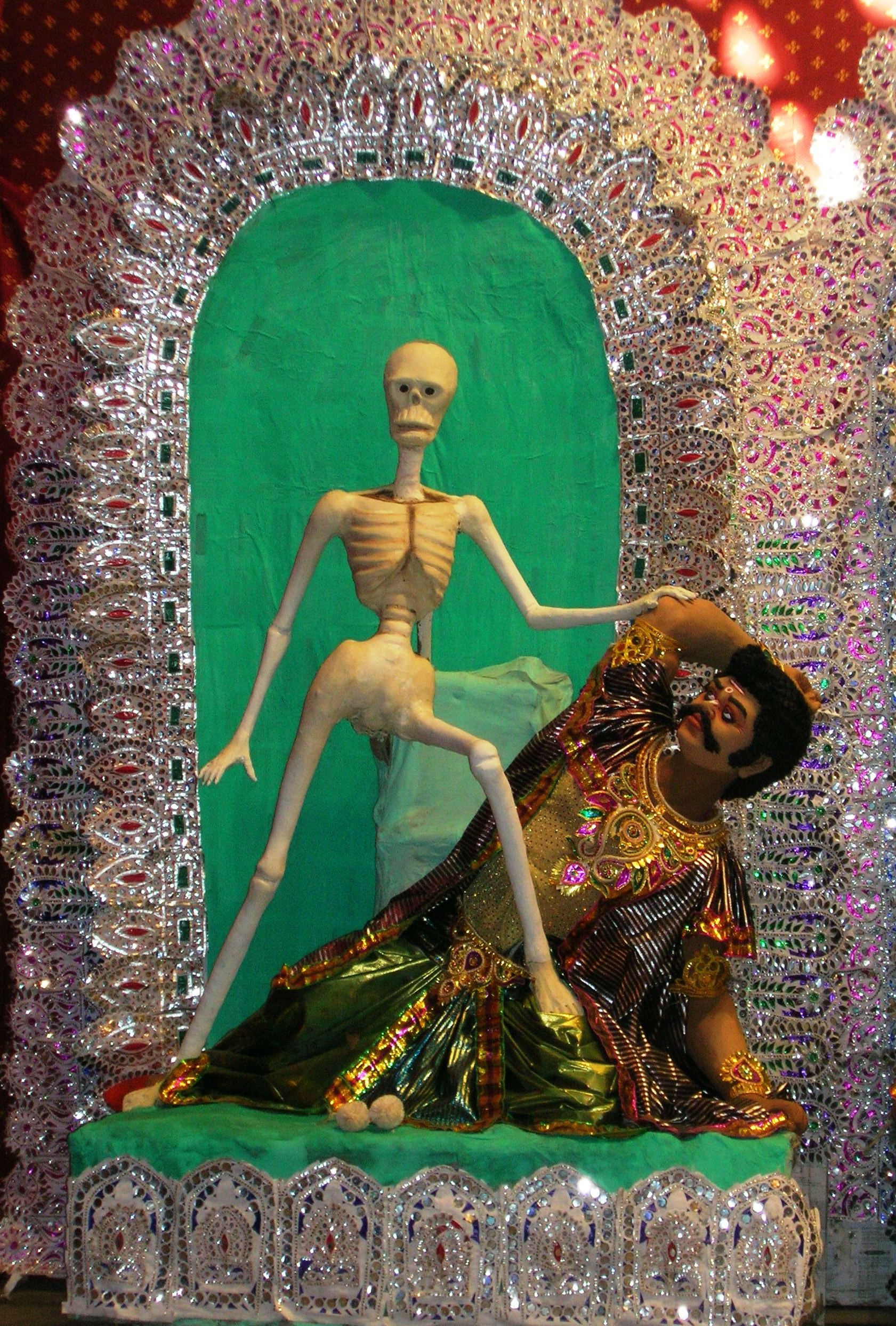
Um preta retratado durante Kali Puja.

Os pretas são geralmente vistos como pouco mais que perturbações para os mortais, a menos que seu anseio seja direcionado para algo vital, como sangue.  No entanto, em algumas tradições, os pretas tentam impedir que outros satisfaçam seus próprios desejos por meio de mágica, ilusões ou disfarces.  Eles também podem se tornar invisíveis ou mudar seus rostos para assustar os mortais.
Geralmente, no entanto, os pretas são vistos como seres dignos de pena.  Assim, em alguns mosteiros budistas, os monges deixam oferendas de comida, dinheiro ou flores para eles antes das refeições.

## Tradições locais

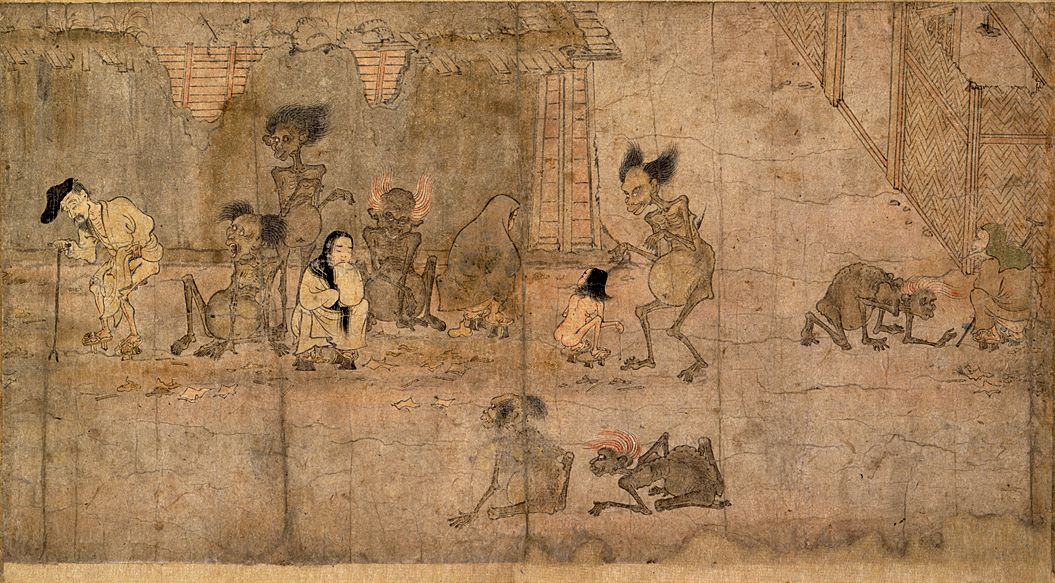
Em Gaki zōshi草紙 草紙 "Pergaminho de Fantasmas Famintos": um Gaki condenado a comer fezes observa uma criança usando geta e segurando um chugi, c. Século XII.

No Japão, preta é traduzido como gaki (em japonês:  餓鬼, "fantasma faminto"), um empréstimo do chinês médio nga H kjwɨj X (em chinês:  餓鬼, "fantasma faminto").
Desde 657, alguns budistas japoneses observaram um dia especial em meados de agosto para lembrar os gaki. Através de tais oferendas e lembranças (segaki), acredita-se que os fantasmas famintos podem ser libertados de seu tormento.
Na língua japonesa moderna, a palavra gaki é frequentemente usada para significar criança mimada ou moleque.
No hinduísmo, os pretas são seres muito reais.  Eles são uma forma, um corpo consistindo apenas de vāyu (ar) e akaśa ( éter), dois dos cinco grandes elementos (elementos clássicos) que constituem um corpo na Terra (sendo outros prithvī [terra], jala [água] e agni [fogo]).  Existem outras formas de acordo com o karma ou "ações" de vidas anteriores, onde uma alma nasce em corpos humanóides com a ausência de um a três elementos.  No hinduísmo, um Atma ou alma / espírito é obrigado a renascer após a morte em um corpo composto de cinco ou mais elementos.  Uma alma em modo transitório é pura e sua existência é comparável à de um deva (deus), mas na última forma de nascimento físico.  Os elementos, exceto o akaśa, conforme definido, é o constituinte comum em todo o universo e os quatro restantes são comuns às propriedades dos planetas, estrelas e lugares da vida após a morte, como o submundo.  Essa é a razão pela qual os pretas não podem comer ou beber, pois o restante dos três elementos estão faltando e nenhuma digestão ou ingestão física é possível para eles. Na Tailândia, pret (em tailandês:  เปรต ) são fantasmas famintos da tradição budista que se tornaram parte do folclore tailandês, mas são descritos como anormalmente altos.
Na cultura do Sri Lanka, como em outras culturas asiáticas, as pessoas renascem como preta (peréthaya) se desejarem demais em sua vida, onde seus estômagos grandes nunca podem ser preenchidos porque têm uma boca pequena.